# Akademia pana Kleksa (film 1983)
Akademia pana Kleksa – polsko-radziecka muzyczna baśń filmowa z 1983 roku w reżyserii Krzysztofa Gradowskiego, będąca adaptacją książki o tym samym tytule autorstwa Jana Brzechwy. Film jest podzielony na dwie części: Przygodę księcia Mateusza i Tajemnicę Golarza Filipa. Akademia pana Kleksa, eklektyczna gatunkowo i wykorzystująca różne techniki filmowe (od udziału aktorów po animację i teatr kukiełkowy), odniosła sukces frekwencyjny i była wielokrotnie nagradzana (między innymi na Międzynarodowym Festiwalu Filmowym w Moskwie). Jej filmowe kontynuacje, Podróże pana Kleksa i Pan Kleks w kosmosie, ukazały się odpowiednio w 1985 i 1988 roku; remake filmu pod tym samym tytułem wyreżyserował Maciej Kawulski.

## Opis fabuły
Film opowiada historię dwunastoletniego Adasia Niezgódki, który zostaje przyjęty do niezwykłej szkoły prowadzonej przez ekscentrycznego profesora Ambrożego Kleksa. Akademia mieści się w ogromnym, kolorowym pałacu, a jej uczniami są wyłącznie chłopcy, których imiona zaczynają się na literę A.
W Akademii Adaś i jego koledzy uczą się niezwykłych przedmiotów, jak kleksografia czy przędzenie liter. Pan Kleks posiada magiczne zdolności – potrafi powiększać się i zmniejszać, czytać w myślach, rozumieć mowę zwierząt oraz podróżować przez dziurki od kluczy do baśniowego świata. Jednym z sekretów Akademii jest szpak Mateusz, w rzeczywistości książę i następca tronu królestwa Bajdocji. Do ludzkiej postaci może powrócić tylko za pomocą czarodziejskiego guzika doktora Paj-Chi-Wo.
Spokojne życie Akademii zostaje zakłócone przez intrygę złego fryzjera Filipa Golarza, który podsuwa uczniom własnoręcznie stworzoną mechaniczną lalkę, Adolfa. Adolf sieje zamęt w Akademii i infiltruje strych (do którego wstęp jest zakazany), wydatnie osłabiając moc nauczyciela. Pan Kleks zmuszony jest rozmontować Adolfa, w wyniku czego Filip atakuje Akademię i doprowadza do jej rozpadu. Pan Kleks w odwecie zamienia Filipa w guzik, który podnosi Adaś. Wówczas szpak Mateusz zamienia się w pisarza Jana Brzechwę, który daje Adasiowi nadzieję na ponowne spotkanie z panem Kleksem.

### Różnice między książką a filmem
W porównaniu z pierwowzorem literackim Jana Brzechwy wersja filmowa Gradowskiego odeszła od dydaktycznego przekazu na rzecz konwencji różnych gatunków filmowych. Golarz Filip w wersji Gradowskiego jest bardziej demoniczny niż w oryginalnej książce, w której chciał po prostu zamienić swą lalkę w prawdziwego chłopca; w filmie Filip jednoznacznie wykorzystuje lalkę (nazwaną Adolfem, podczas gdy oryginalnie nosiła ona imię Alojzy) do zniszczenia sielanki Akademii.

## Obsada
Źródło: Filmpolski.pl
- Piotr Fronczewski –
  - profesor Ambroży Kleks,
  - Jan Brzechwa
- Sławomir Wronka – Adaś Niezgódka
- Leon Niemczyk – Golarz Filip
- Adam Probosz – szpak Mateusz (głos) / książę Mateusz
- Bronisław Pawlik – król Bronisław
- Alicja Jachiewicz – królowa
- Wiesław Michnikowski – doktor Paj-Chi-Wo
- Zbigniew Buczkowski – Alojzy Bąbel / dowódca straży / łowca ptaków
- Robert Pluciński – mechaniczna lalka Adolf
- Irena Karel – Królowa Lalek
- Zdzisława Sośnicka – Smutna Księżniczka
- Lech Ordon – doktor Dolittle
- Jolanta Żółkowska – Królowa Śniegu
- Henryk Bista – Dziadek do Orzechów
- Lembit Ulfsak – Hans Christian Andersen
- Ryszard Dembiński – Hans Christian Andersen (głos)
- Bolesław Płotnicki – Don Kichot
- Stanisław Gawlik – Sancho Pansa
- Marian Glinka – pirat
- Magdalena Scholl – Pippi Langstrumpf
- Edyta Geppert –
  - kwoka (głos),
  - pudlica Suzie (głos)
- Maciej Grzybowski

## Produkcja
Reżyserem Akademii pana Kleksa był Krzysztof Gradowski, natomiast kierownikiem produkcji – Urszula Orczykowska. Gradowski już za młodu fascynował się utworem Brzechwy, dążył więc w swym projekcie do tego, żeby pan Kleks „w korowodzie najpopularniejszych bajkowych postaci znalazł się na eksponowanym miejscu”. Podkreślał przy tym, że wyobraźnia Brzechwy „działała z całą potęgą i sprawczością”, pomimo że pierwowzór literacki powstał podczas II wojny światowej.
Gradowski planował stworzenie filmu jeszcze w latach 70., kiedy pracował w Zespole Filmowym „X” Andrzeja Wajdy, lecz ze względu na eskapistyczną treść projekt nie miał wtedy poparcia ze strony komunistycznych decydentów. Sytuacja zmieniła się na początku lat 80., gdy aparat państwowy w obliczu walki z opozycją solidarnościową usiłował odwrócić uwagę widowni od bieżących konfliktów społecznych. Bezpośrednią inspirację dla dzieła Gradowskiego stanowiła też jego córka Alicja, która „próbowała egzekwować przed snem taką bajkę, w której byłoby jeszcze pięć innych bajek”. Reżyserowi udało się przekonać decydentów do wygospodarowania budżetu pod warunkiem, że film będzie zawierał muzyczne interpretacje wierszy Brzechwy. 
Istotna dla realizacji wizji Gradowskiego była współpraca z radzieckimi wytwórniami, które sowicie dofinansowały produkcję filmu, a także późniejszych części trylogii o panu Kleksie. Zespół Filmowy „Zodiak” zrealizował film w koprodukcji z radziecką Wytwórnią Filmów Dziecięcych i Młodzieżowych im. M. Gorkiego. Operatorem zdjęć był Zygmunt Samosiuk, scenografię zaprojektował Jerzy Skrzepiński,  a kostiumy – Danuta Hałatek. Łączny budżet Akademii pana Kleksa wyniósł 78 397 000 złotych. 

### Obsada i zdjęcia
Pierwotnie rola Ambrożego Kleksa była przeznaczona dla Jana Kobuszewskiego, ale ostatecznie Gradowski zdecydował się obsadzić w niej Piotra Fronczewskiego. Codziennie na planie Fronczewski był poddawany starannej charakteryzacji, z użyciem sztucznej brody i włosów, co podczas upałów stawało się uciążliwe dla odtwórcy głównej roli. W rolach dzieci należących do Akademii reżyser obsadził uczniów szkół muzycznych.
Zdjęcia do filmu realizowano w Nieborowie (pałac w Nieborowie jest filmową Akademią, otaczający park stanowi plenery, natomiast wnętrza Akademii zaaranżowano w studiu Wytwórni Filmów Fabularnych w Łodzi). Plenerem filmu jest także park w Arkadii (zdjęcia realizowano przy Akwedukcie oraz w Przybytku Arcykapłana – sztuczna ruina stanowi filmową kryjówkę szpaka Mateusza), park przy zamku w Gołuchowie (województwo wielkopolskie), okolice Wałbrzycha (na jednym z ujęć podczas konnej wyprawy księcia Mateusza, widać Zamek Książ). Zdjęcia realizowano również w Łodzi na ulicy Piotrkowskiej (podwórka posesji nr 26 i nr 38, skąd Adaś wyrusza do Akademii), na ulicy Narutowicza w Łodzi (fasada pałacu Franciszka Fischera przy ul. Narutowicza 1/Piotrkowskiej 54 jest filmowym zakładem fryzjerskim Golarza Filipa, a wnętrza pracowni fryzjerskiej urządzono w studiu filmowym), w Pałacu Alfreda Biedermanna w Łodzi (sceny lekcji leczenia chorych sprzętów), na ulicach Piotrkowa Trybunalskiego (ul. Rycerska, ul. Sieradzka i pl. Kościuszki). Podczas lotu Adasia do Psiego Raju widać m.in. przełom Dunajca. Zdjęcia do Przygody Księcia Mateusza powstały w Pałacu Woroncowa w Ałupce, a także w Jaskółczym Gnieździe na Krymie. Ostatnie zdjęcia powstawały w hali zdjęciowej wytwórni Gorkiego na Jałcie.
Samosiuk, odpowiedzialny za zdjęcia do filmu, zmarł dwa miesiące przed premierą dzieła, a tę stratę Gradowski próbował zrekompensować pracą scenograficzną. Scenografia do animowanej sceny snu  powstała w Studiu Filmów Animowanych (za nią była odpowiedzialna Agnieszka Niżegorodcew). Scenę „psiego raju” zainscenizował Jan Kilian. Lekcję kleksografii, również z elementami animowanymi, zrealizował Jan Steliżuk. Dekoracje zaprojektował Bogusław Mozer, sekwencje trikowe opracował Aleksander Brzostowski, natomiast lalki animował Wacław Lipiński. Scenografia pracowni elektronicznej Filipa oraz królestwa Bajdocji powstała dzięki Mozerowi we współpracy z radzieckim scenografem Anatolim Tierechowem.

### Piosenki i motywy muzyczne w filmie
Muzykę do filmu skomponował Andrzej Korzyński, z wyjątkiem „Marszu wilków” autorstwa zespołu rockowego TSA. Jako materiał wyjściowy do utworów posłużyły zarówno wiersze Jana Brzechwy, jak i autorskie teksty piosenek samego Gradowskiego. Album zawierający ścieżkę dźwiękową z filmu (bez uwzględnienia „Marszu wilków”) ukazał się w 1983 roku nakładem wydawnictwa Polton.
Źródło: Discogs
| Nr  | Tytuł utworu                  | Wykonawca | Długość |
| --- | ----------------------------- | --- | ------- |
| 1.  | „Kosmiczny prolog”            | | 1:32    |
| 2.  | „Witajcie w naszej bajce”     | Zespół Dziecięcy Akademii Pana Kleksa                                                                         | 1:22    |
| 3.  | „Leń”                         | Piotr Fronczewski & Zespół Dziecięcy Akademii Pana Kleksa                                                     | 2:10    |
| 4.  | „Zoo”                         | Piotr Fronczewski & Zespół Dziecięcy Akademii Pana Kleksa                                                     | 3:23    |
| 5.  | „Kaczka dziwaczka”            | Roman Orłow (filmowy Antoni) i Mariusz Lipiński (filmowy Anastazy) z Zespołu Dziecięcego Akademii Pana Kleksa | 2:35    |
| 6.  | „Kwoka”                       | Piotr Fronczewski & Edyta Geppert & Zespół Dziecięcy Akademii Pana Kleksa                                     | 2:02    |
| 7.  | „Jak rozmawiać trzeba z psem” | Sławomir Wronka (filmowy Adaś Niezgódka)                                                                      | 1:28    |
| 8.  | „Narodziny księcia Mateusza”  | | 1:27    |
| 9.  | „Motyw doktora Paj-Chi-Wo”    | | 1:51    |
| 10. | „Inwazja wilkołaków”          | | 1:12    |
| 11. | „Na wyspach Bergamutach”      | Piotr Fronczewski & Zespół Dziecięcy Akademii Pana Kleksa                                                     | 2:07    |
| 12. | „Psie smutki”                 | Edyta Geppert                                                                                                 | 1:53    |
| 13. | „Sen o siedmiu szklankach”    | | 7:27    |
| 14. | „Księżyc raz odwiedził staw”  | Zespół Dziecięcy Akademii Pana Kleksa; solo śpiewa Marcin Muszel (filmowy Adam III)                           | 0:49    |
| 15. | „Świąteczna akademia”         | | 1:12    |
| 16. | „Zemsta golarza Filipa”       | | 1:49    |
| 17. | „Pożegnanie z bajką”          | Zdzisława Sośnicka                                                                                            | 3:49    |
|     |                               | | 38:08   |

### Rozpowszechnianie
Film w Polsce w 2015 roku (w obu częściach) przeszedł cyfrową rekonstrukcję obrazu i dźwięku.

## Odbiór

### Opinie po premierze
Premiera filmu odbyła się 30 stycznia 1984 roku w Pałacu Kultury i Nauki w Warszawie. Akademia pana Kleksa była sukcesem frekwencyjnym. W 1984 roku film obejrzało ponad 10,8 miliona widzów, do końca dystrybucji kinowej – 14 milionów; po płyty z piosenkami i motywami filmowymi ustawiały się kolejki. Akademia pana Kleksa była też niezwykle popularna w Indiach, gdzie piosenkę Witajcie w naszej bajce gromnie śpiewano w tłumaczeniu na język hindi.

Czesław Dondziłło z pisma „Film” chwalił dzieło Gradowskiego jako istotne osiągnięcie polskiej kinematografii:
W obezwładniającym bezhołowiu szarego dnia, pośród chaotycznej krzątaniny pełnej stresów i niepewności, premiera Akademii pana Kleksa wydała mi się zjawiskiem doprawdy cokolwiek nie z tego świata. […] Byłabyż to jaskółka zwiastująca wiosnę i idące za nią ocieplenie w stosunkach artystycznego Olimpu z masowym widzem? Pierwszy sygnał wprowadzanej w kinematografii reformy?
Inaczej film przyjął Michał Boni, który w recenzji dla „Kina” ostro krytykował zamysł Gradowskiego. Według Boniego jedyną zaletą Akademii pana Kleksa było twórcze wykorzystanie utworów Jana Brzechwy zespolone z grą aktorską Fronczewskiego, „niejako wbrew Gradowskiemu”, którego krytyk uznawał zaledwie za imitatora Stevena Spielberga i Walta Disneya.
Janina Brzechwa, wdowa po Janie Brzechwie, wyraziła dezaprobatę wobec adaptacji filmowej. Wprawdzie w przypadku Akademii przyznała, że film „jeszcze jako tako zgadzał się z tym, co napisał Brzechwa”, ale późniejsze kontynuacje uznała za „całkowitą fantazję pana Gradowskiego”.

### Analizy retrospektywne
W retrospektywnej analizie filmu Klara Cykorz uznała film Gradowskiego za próbę uwypuklenia antyautorytarnego przesłania pierwowzoru literackiego, odzwierciedlającego protest przeciwko niszczeniu kultury wysokiej podczas II wojny światowej. Choć filmowa Akademia powstała częściowo w ZSRR i to podczas obowiązywania stanu wojennego w Polsce, zdaniem Cykorz była dwuznacznym peanem na cześć ochrony „sztuki zdegenerowanej”:
same jej pierwsze minuty ktoś przyzwoity podzieliłby na zupełnie alternatywne czołówki. Jest tu i sekwencja z animowanym Kleksem […], i długaśny pochód bajkowych postaci […], opowieść samego Adasia i w końcu powitalna piosenka (Na wyspach Bergamutach). I tak dalej: animacje, teatr kukiełkowy, abstrakcja i w końcu – nieprzypadkowo jako spoiwo – kino grozy, kino unheimlich. […] Awangardowa forma slajdów z kosmosu nie jest przypadkowa: w akcie zniszczenia pobrzmiewa los prześladowanej w III Rzeszy „sztuki zdegenerowanej” (Chagalla, Dixa, Grosza, Kandinsky'ego, Kleego...).
Radosław Pisula zauważał, że Akademia pana Kleksa łączy w sobie liczne odwołania do różnych gatunków filmowych: fantasy (udział baśniowych postaci paradujących wespół z Kaczorem Donaldem i Myszką Miki), horroru i science fiction (stwarzanie Adolfa przez Filipa Golarza jako czytelna aluzja do Metropolis i Frankensteina) oraz musicalu (obecność choreografii i licznych utworów muzycznych).  
Zdaniem Karoliny Kosińskiej Akademia pana Kleksa zasługuje na odczytanie również jako baśń dla dorosłych. Adaś, naznaczony piętnem „inności”, odnajduje się we wspólnocie szkolnej złożonej z samych chłopców, w czym Kosińska odnajdywała podteksty homoerotyczne. Ponadto według badaczki w filmie pojawiają się aluzje do uzależnień narkotycznych (Kleks uzależniony od piegów dostarczanych mu przez Filipa, oniryczna animowana sekwencja snu Adasia), zagrożenia faszyzmem (brutalny atak wilkołaków na Bajdocję, makiaweliczne poczynania Filipa) oraz ironicznej estetyki kampu. Również Marian Bogucki twierdził, że Akademia pana Kleksa jako „autotematyczny film o katastrofie filmowego świata i wyczerpaniu się gatunków filmowych” miała ambicje wyrastające poza kino familijne.

## Nagrody i nominacje
| Rok  | Instytucja/festiwal                                      | Nagroda                                                                             | Nominowani                                                               | Rezultat |
| ---- | -------------------------------------------------------- | ----------------------------------------------------------------------------------- | ------------------------------------------------------------------------ | -------- |
| 1984 | Prezes Rady Ministrów                                    | Nagroda za twórczość dla dzieci                                                     | Krzysztof Gradowski Piotr Fronczewski Zygmunt Samosiuk Jerzy Skrzepiński | Wygrana  |
| 1984 | Festiwal Polskich Filmów Fabularnych                     | Nagroda za dźwięk                                                                   | Jerzy Blaszyński                                                         | Wygrana  |
| 1984 | Festiwal Polskich Filmów Fabularnych                     | Nagroda Przedsiębiorstwa Dystrybucji Filmów za najbardziej frekwencyjny film sezonu | Krzysztof Gradowski                                                      | Wygrana  |
| 1984 | Międzynarodowy Festiwal Filmów Młodego Widza „Ale Kino!” | Nagroda Jury Dziecięcego „Marcinek”                                                 | Krzysztof Gradowski                                                      | Wygrana  |
| 1984 | Międzynarodowy Festiwal Filmów Młodego Widza „Ale Kino!” | Poznańskie Koziołki dla najlepszego filmu aktorskiego                               | Krzysztof Gradowski                                                      | Wygrana  |
| 1984 | Stowarzyszenie Dziennikarzy Polskich                     | Syrenka Warszawska w kategorii filmu fabularnego                                    | Krzysztof Gradowski                                                      | Wygrana  |
| 1985 | Międzynarodowy Festiwal Filmowy w Moskwie                | Nagroda Jury Dziecięcego                                                            | Krzysztof Gradowski                                                      | Wygrana  |
| 1985 | Międzynarodowy Festiwal Filmowy w Moskwie                | Nagroda Specjalna Jury                                                              | Krzysztof Gradowski                                                      | Wygrana  |
| 1985 | Międzynarodowy Festiwal Filmów dla Dzieci w Chicago      | Nagroda Specjalna Jury                                                              | Krzysztof Gradowski                                                      | Wygrana  |

## Filmy powiązane
- Podróże pana Kleksa (1985)
- Pan Kleks w kosmosie (1988)
- Tryumf pana Kleksa (2001)